# Venant Bacinoni
Venant Bacinoni (ur. 20 lutego 1940 w Kirisi, zm. 23 lipca 2022 w Bururi) – burundyjski duchowny rzymskokatolicki, w latach 2007–2020 biskup Bururi.

## Życiorys
Święcenia kapłańskie przyjął 20 kwietnia 1965 i został inkardynowany do diecezji Bururi. Pracował przede wszystkim jako duszpasterz parafialny i jako wykładowca w burundyjskich seminariach duchownych. W latach 1982–1984 pełnił także funkcję sekretarza generalnego burundyjskiej Konferencji Episkopatu.
25 czerwca 2007 został mianowany biskupem Bururi. Sakry biskupiej udzielił mu 8 września 2007 abp Evariste Ngoyagoye. 15 lutego 2020 przeszedł na emeryturę. Zmarł w Bururi 23 lipca 2022 roku.